# Giovanni Antonio Galli (médecin)
Pour les articles homonymes, voir Galli.
Ne doit pas être confondu avec Giovanni Antonio Galli, peintre italien baroque.
Giovanni Antonio Galli, né en 1708 à Bologne et mort dans la même ville en 1782, est un médecin pionnier de l'obstétrique avec ses modèles tridimensionnels, actif à Bologne.

## Biographie
Giovanni Antonio Galli naît en 1708 à Bologne. Il est devenu professeur de l'école de chirurgie de l'Université de Bologne et a lui-même ouvert une école d'obstétrique dans sa maison. Il a encouragé Anna Morandi, femme du fabricant de modèles en cire Giovanni Manzolini, à effectuer des conférences à son école. Elle était connue de toute l'Europe pour ses qualités en chirurgie, surtout en dissection.
En 1757, Galli devient professeur d'obstétrique à l'Académie des sciences de l'institut de Bologne au Palazzo Poggi, l'année avant laquelle le pape Benoît XIV a éliminé l'opposition à l'obstétrique et a instauré une école d'obstétrique à l'institut. Ce dernier a aussi acheté la collection de modèles d'apprentissage que Galli utilisait pour enseigner à l'institut. Les vingt premiers modèles de Galli avaient été fabriqués par les Manzolini, et après l'achat par le pape, l'institut s'est retrouvé avec 150 modèles. Galli avait en outre inventé une machine simulant le processus de la naissance et en avait fait usage pour l'apprentissage des étudiants en médecine et des sages-femmes. L'école de Galli était unique en son genre, puisqu'elle mélangeait la pratique et la théorie et puisqu'elle enseignant l'obstétrique en médecine et en chirurgie. Galli meurt en 1782.

## Bibliographie

Terrecuites peinte à froid - École d'obstrétique - Bologne
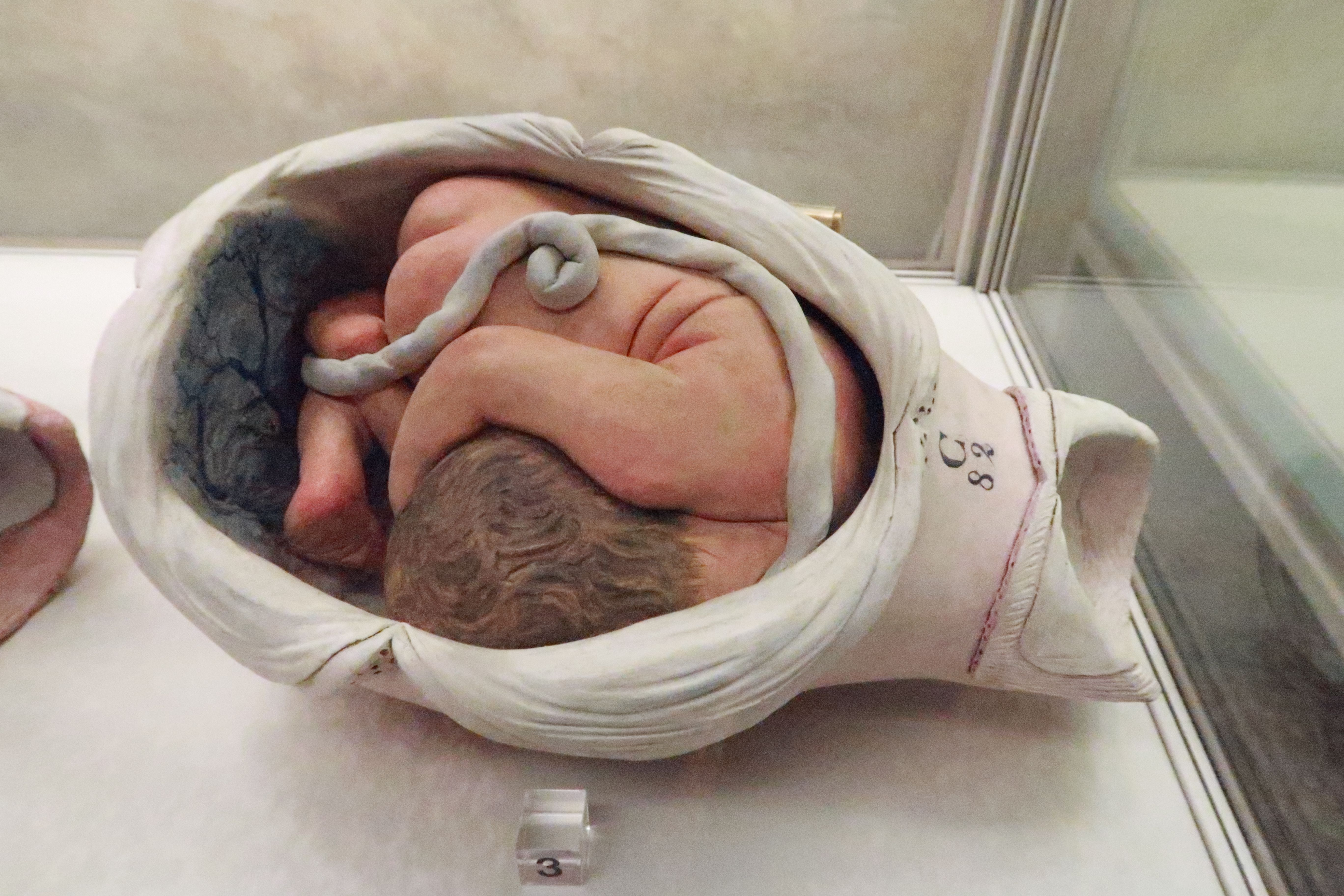
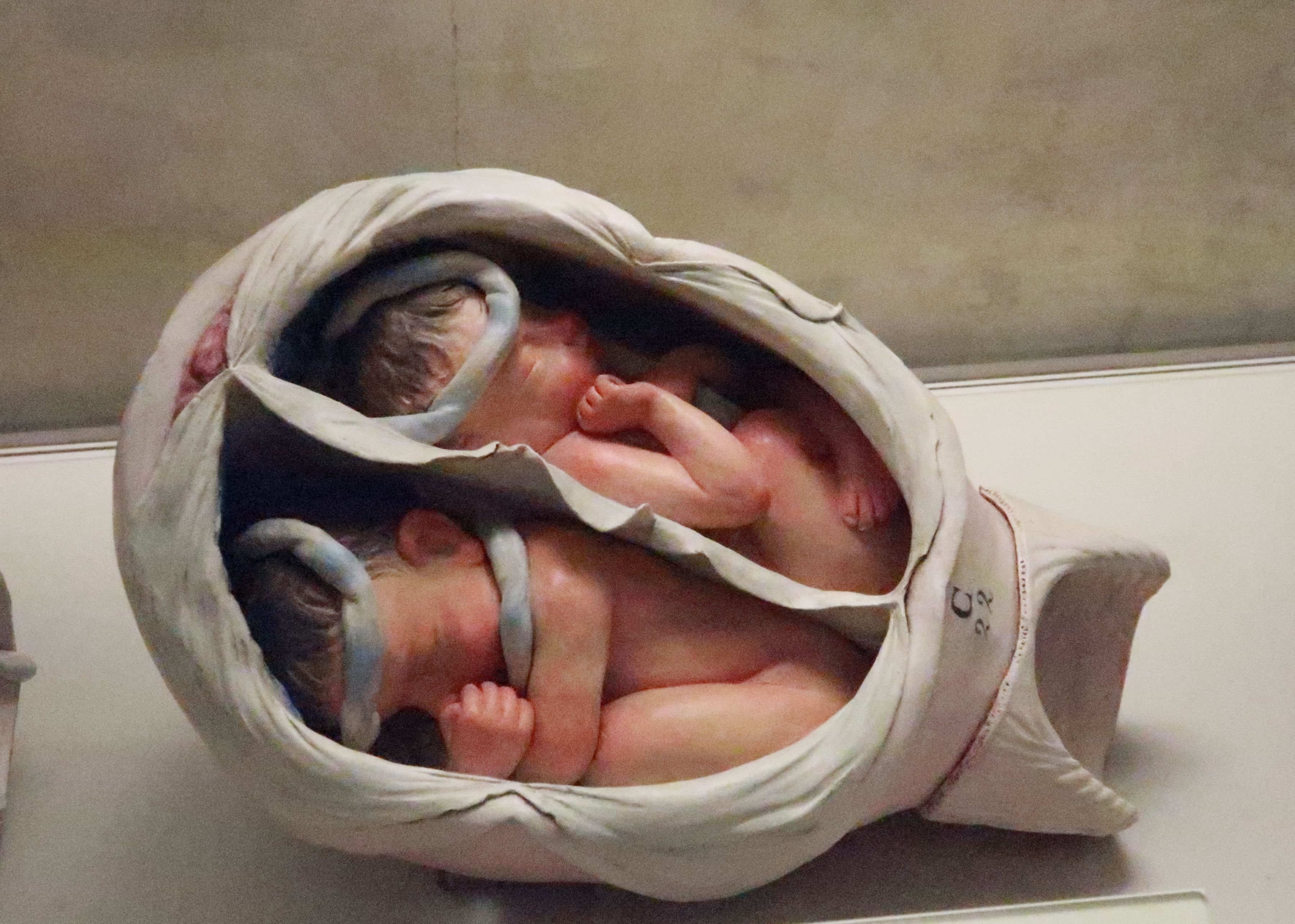
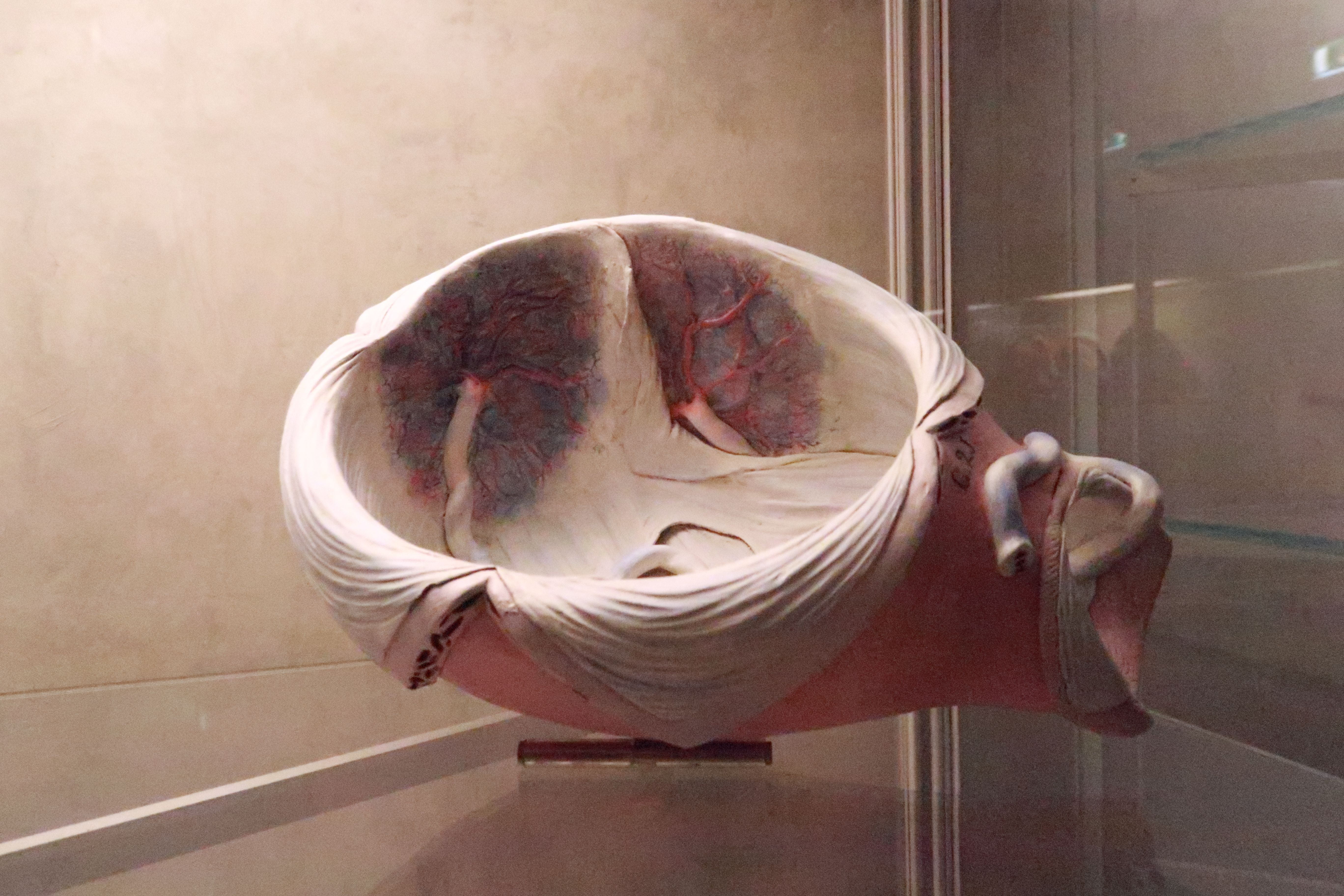
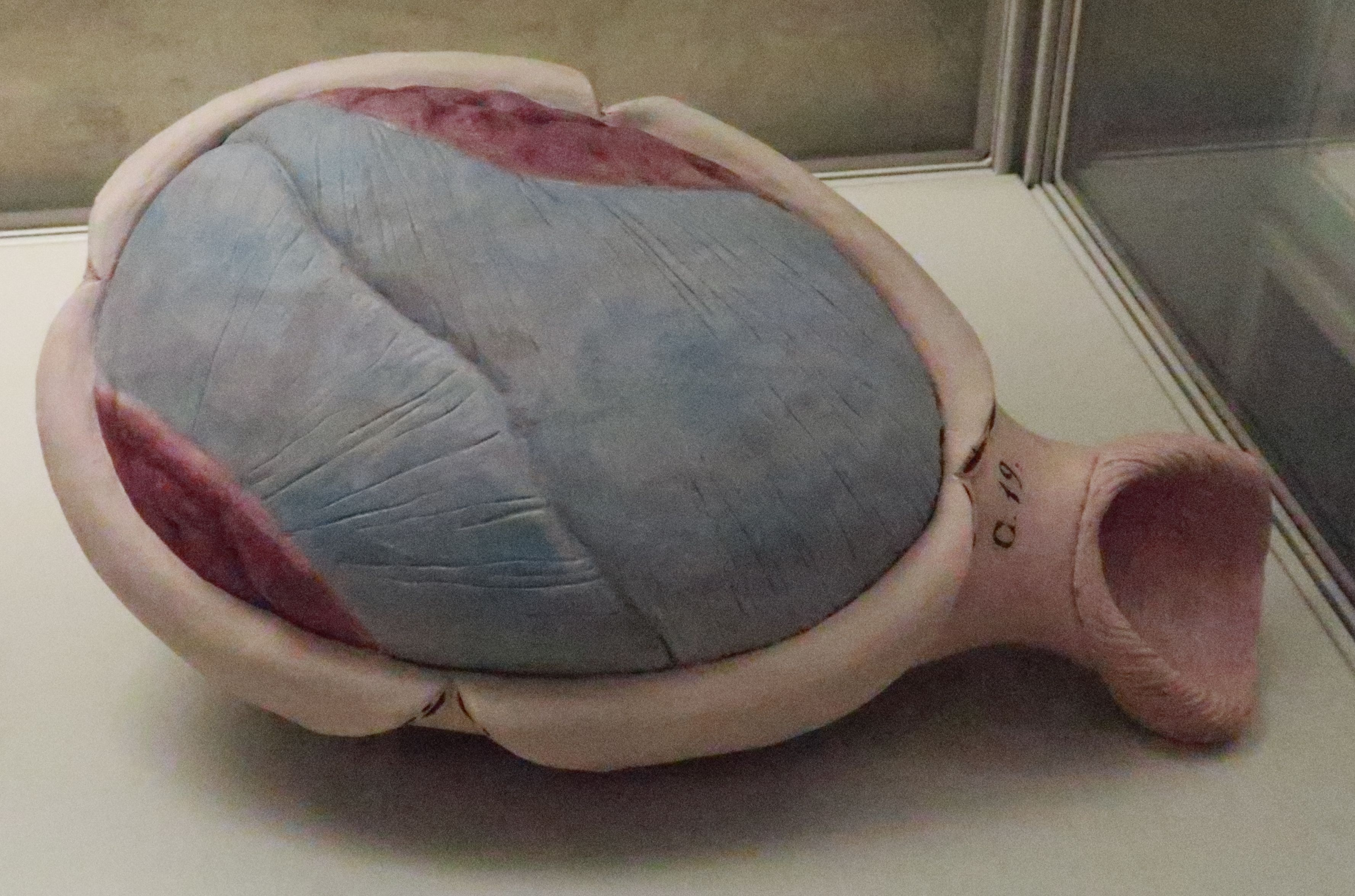
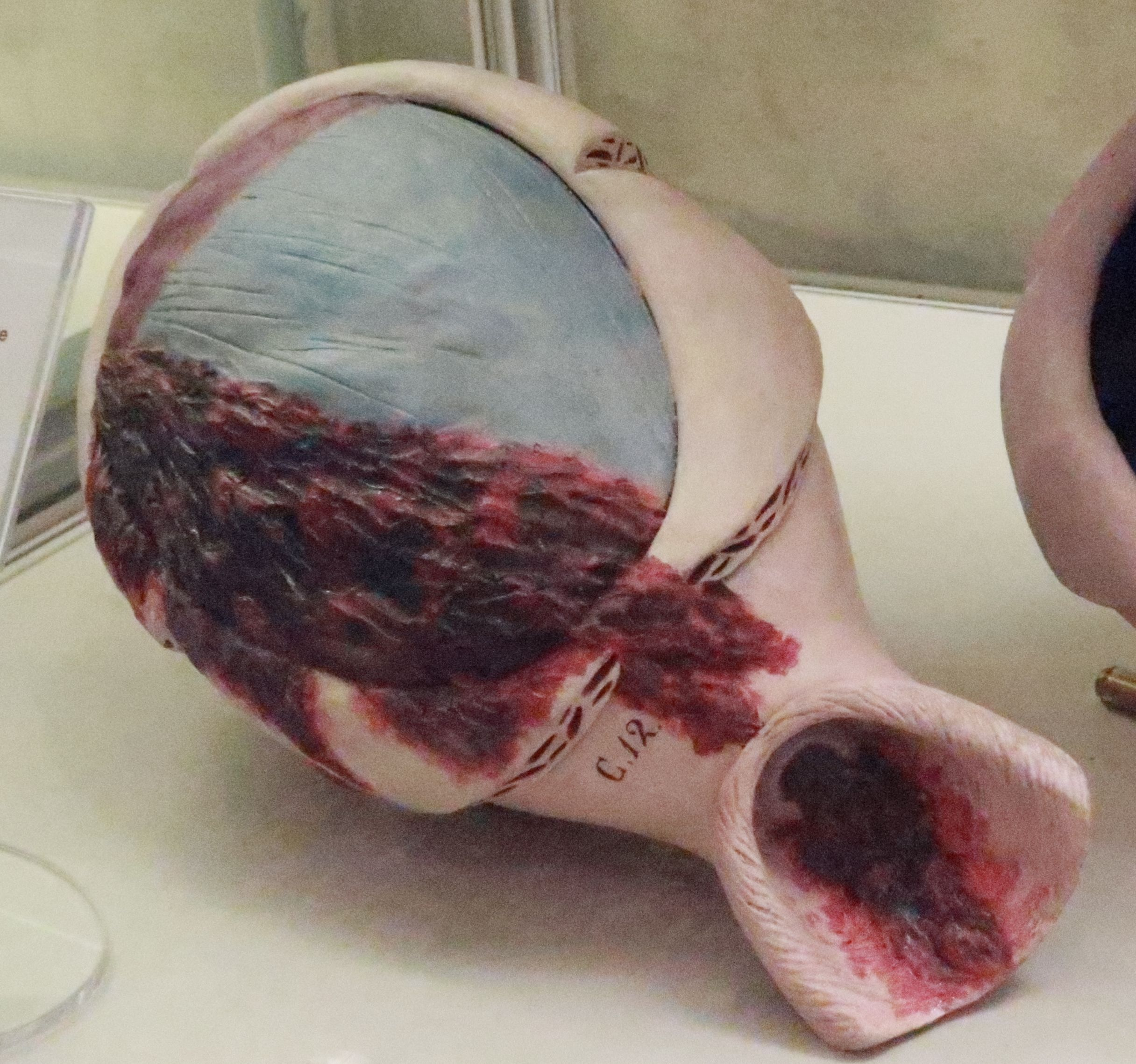
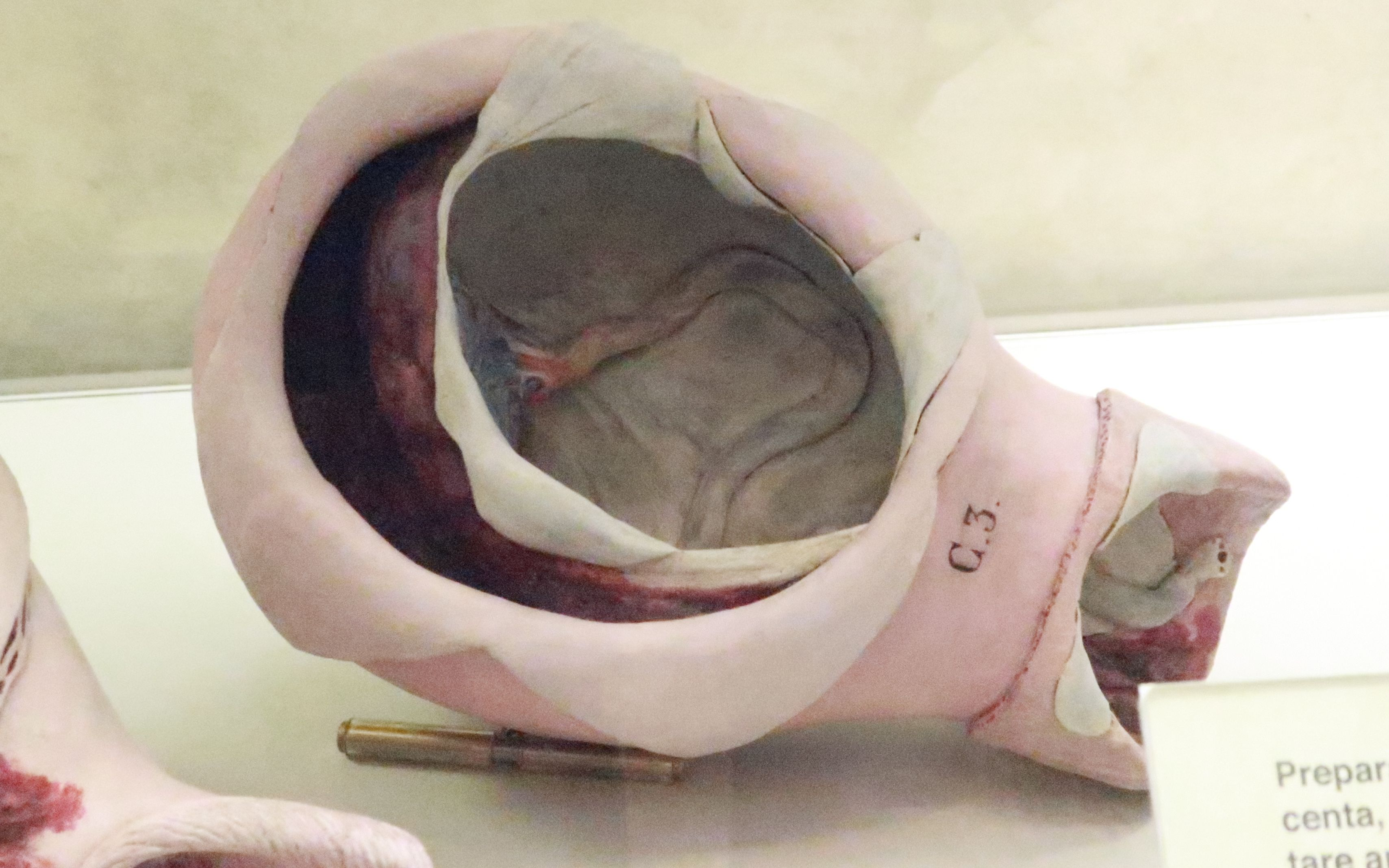